# 横風着陸
横風着陸（よこかぜちゃくりく、英語: Crosswind landing）とは航空機の着陸に際して、滑走路センターラインに対して直交する成分が無視できない風向き状態での操縦操作である。

## 概要
航空機は通常、方向安定性があり、横風を受けると風上方向に機首が向く傾向を持つ。このため横風中での着陸時には滑走路センターラインに対して機体中心線が平行にはならないが、降着装置（脚）はそれに耐えられるように設計されているので、特に問題とはならない。
このため、大別して、大型旅客機ではクラブ着陸となるが、小型機では補助翼操作によるスリップを利用したサイドスリップ着陸の2種類（およびそれらの組合せ）の操作による着陸が多くの場合に行われる。

## 操縦操作

### クラブ

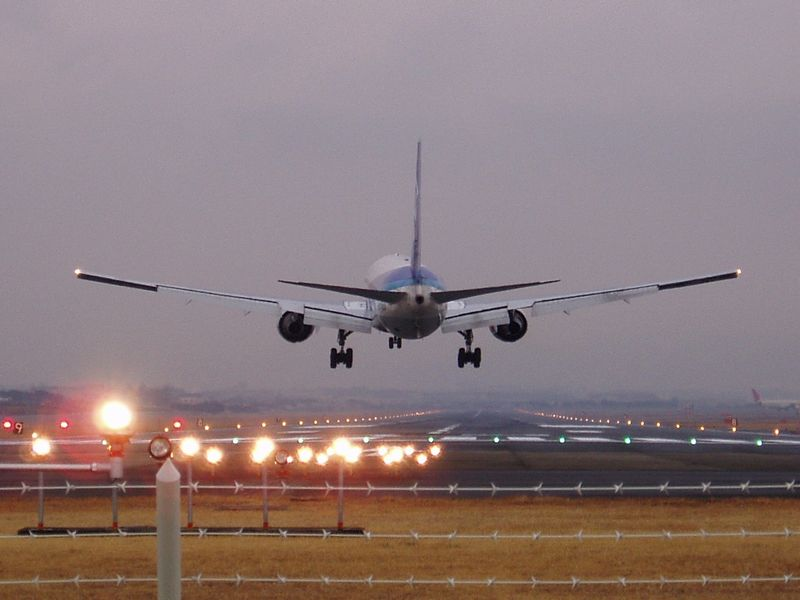
風上に機首を向けた（クラブをとっている）状態。滑走路の向きと飛行機の向きに注意

滑走路センターライン延長線上から進入し、横風に対して流されないように風上方向へ機首を向けて飛行する。このとき両翼は水平に保つ。機体は地面に対してあたかも蟹 (crab) のように斜め前方に進むことから、この操作を「クラブをとる」という。

### デクラブ着陸
機体が滑走路に対して斜め（クラブ状態）のままで接地する事を前提としている大型旅客機では、主脚やタイヤはそれに耐えられる設計となっているので、接地寸前に機体が滑走路センターラインと平行となるよう操作するデクラブ(de-crab) は奨励されない。

### サイドスリップ着陸
デクラブを行うタイミングが早すぎると、接地するまでの間に横風を受けて滑走路センターラインの風下側に流されてしまう。かといって、遅すぎるとクラブ状態のまま接地してしまうが、降着装置はそれに耐えられる設計となっているので、サイドスリップ着陸は小型機のみで行われるテクニックである。
補助翼操作により機体をバンクさせるとスリップが発生し横滑り（サイドスリップ、sideslip）する。風上側にバンクさせれば、これにより横滑りしようとする力と、風による反対方向への成分が拮抗し、機体の向きが滑走路センターラインと一致し、かつ風下に流されない状態となる。ただし、この場合、機体がバンクしているので、先に（バンクした側 = 風上側の）片側車輪が接地し、次いで反対側の車輪が接地することとなる。これをスリップ（サイドスリップ）着陸、あるいは風上側の翼を下げることから「ウィングロー」などと呼ぶ。

### 実際
旅客機においてスリップ状態で長い時間のアプローチを続けることは乗客の快適性を考慮すると難しい。このため、高度が高い間はクラブをとって進入し、滑走路直前で風下側にラダーペダルを踏み、風上側に補助翼を傾けてサイドスリップに移行するというのが一般的と誤解されているが、大型低翼機の場合、5度ないし6度以上のバンクをとると主翼端やエンジンを接地させてしまう恐れがあるので、着陸時に機体を傾けることは御法度となっている。

## その他
戦略爆撃機ボーイングB-52は高翼機であるが水平状態でも主翼端と地面の距離が少ないため、着陸時にほとんどバンクできない。したがって横風着陸対応のため降着装置（主脚にも）に操舵機構を持ち、タイヤがいつでも滑走路に平行となるよう制御される。これにより、クラブ状態のままで接地することを可能としている。